# Sở Hùng Đán
Sở Hùng Đán (chữ Hán: 楚熊䵣), là vị vua thứ sáu của nước Sở - chư hầu nhà Chu trong lịch sử Trung Quốc.
Ông là con trai của Sở Hùng Ngải, vua thứ năm của nước Sở. Sau khi Hùng Ngải qua đời, Hùng Đán lên ngôi quân chủ.
Sử ký không ghi rõ những hành trạng trong thời gian ở ngôi của ông.
Năm 970 TCN, Hùng Đán qua đời, con ông là Sở Hùng Thắng lên nối ngôi.